# روزنامه‌نگاری نوین
روزنامه‌نگاری نوین (انگلیسی: New Journalism) روشی جدید در نویسندگی و روزنامه‌نگاری است که در پی استفاده از تکنیک‌های ادبی به وجود آمده و در زمان خود غیرمرسوم دیده می‌شده است. این روش با یک دید ذهنی، یک روش ادبی یادآور متن‌های واقعی طولانی و تأکید بر اعتماد به حقایق و گزارش افراطی که در آن گزارشگران خود را در داستانی که می‌نویسند غرق می‌کنند، توصیف می‌شود. این موارد در تضاد با روزنامه‌نگاری سنتی بود یعنی جایی که روزنامه‌نگار دیده نمی‌شد و حقایق تا حد امکان به صورت عینی گزارش می‌شد.
از سال ۱۹۸۰ پدیدهٔ روزنامه‌نگاری نوین به‌طور کلی مورد توجه قرار گرفته تا اینکه در مجموعهٔ روزنامه‌نگاری جای گرفته است. این نام با همین معنی کنونی توسط تام وولف در یک مقاله‌ای که به عنوان روزنامه‌نگاری نوین نوشته بود، تدوین شد که این مقاله شامل کارهای خود او بود. ترومن کاپوتی، هانتر اس. تامپسون، نورمن میلر، جان دیدیون، تری ساترن، رابرت کریستگاو، گای تلس و دیگران هم در این زمینه فعالیت داشتند.
مقالات روزنامه‌نگاری نوین کمتر در روزنامه‌ها دیده شده و بیشتر در مجلات قرار می‌گیرند مثل آتلانتیک ماهنامه، هارپرز، نیویورک، نیویورکر و …. برای زمان کوتاهی در روزنامه‌نگاری معاصر قرار داشت و نویسندگان جدید بودن روزنامه‌نگاری نوین را زیر سؤال بردند چون این روش به عنوان یک روش متمایز تعریف شده بود. طبیعت ذهنی روزنامه‌نگاری نوین اکتشافات زیادی دریافت کرده است، یک منتقد به فعالان یک روش توصیه می‌کند که بیشتر مثل جامعه شناسان و روانکاوها عمل کنند تا به عنوان روزنامه‌نگار. انتقاد به حد تعداد زیادی نویسنده در این حوزه رسیده است.